# Авзони
Авзоните или Авсоните (Ausones; гръцки: Αὔσονες; италиански: Ausoni) са италийско племе, което заедно с оските заселява Кампания в Италия. Страната им между Калес (Cales) и Беневенто (Benevent) се нарича Авзония (Ausonia). Древното название на Италия е Авзония.
Цар на авзоните според Диодор Сицилийски бил Авсон, син на Одисей и Цирцея (или Калипсо). Авзоните говорили на индоевропейски език.
На древните авзони е наречена планината Авзони (Monti Ausoni), която се намира в южен Лацио на 100 км от Рим.
Градове на авзоните според Ливий са: Аузония (Лацио), Минтурно, Весция и Сеса Аврунка.
При Калес в провинция Казерта, Кампания са намерени останки от град на авзоните.
През 335 пр.н.е. консулите Марк Атилий Регул Кален и Марк Валерий Корв се бият против авзоните и сидицините. Те завладяват град Калес и той получава името Кален.
От названието на тази народност произлиза името Авзоний и на Децим Магн Авзоний e кръстен през Средновековието римския път Via Ausonia.